# باغات جلگه
باغات جلگه، روستایی از توابع بخش مرکزی شهرستان جهرم در استان فارس ایران است.

## جمعیت
این روستا در دهستان جلگاه قرار دارد و براساس سرشماری مرکز آمار ایران در سال ۱۳۹۵، جمعیت آن ۱۳۸ نفر (۵۸ خانوار) بوده‌است.